# Beskydok (Turzovská vrchovina)
Beskydok (953,1 m n. m. ) je nejvyšší vrchol Turzovské vrchoviny. Nachází se nedaleko obce Makov, na státní hranici s Českem.

## Poloha
Nachází se v nejzápadnějším výběžku pohoří, v geomorfologickém podcelku Zadné vrchy. Leží na Slovensko - české hranici, mezi Makovským průsmykem a Bumbálkou. Vrch se vypíná na pomezí Žilinského a Zlínského kraje a okresů Čadca a Vsetín. Severovýchodní část masivu patří do katastru obce Makov , jihozápadní zasahuje na území moravských Velkých Karlovic. Asi 5 km jihovýchodně se nachází obec Makov, na Moravě je nejblíže osada Babská, patřící k obci Velké Karlovice.

## Popis
Vrch je součástí horského hřebene, který se táhne pohraničím a vytváří rozvodnici povodí Váhu a Moravy. Západní část masivu odvodňují přítoky Trojačky, směřující do řeky Kysuca, západní svahy jsou pramennou oblastí Vsetínské Bečvy, coby zdrojnice řeky Bečva. Vrcholová část i menší oblasti vrchu jsou odlesněné a poskytují omezené výhledy zejména na okolní vrchy.

### Výhledy
Díky nadmořské výšce a částečnému odlesnění nabízí vrcholová část omezené, ale daleké výhledy. Z vhodných lokalit je mimo okolních vrchů dobře pozorovatelných několik příhraničních vrchů Moravskoslezských Beskyd, mezi nimi Lysá hora (1323,5 m n. m.), Smrk (1276 m n. m.) i Kněhyně (1257 m n. m.), ale při vhodných podmínkách je pozorovatelná i Malá Fatra, Velká Rača i masiv Pilsko.

## Přístup
Na vrchol nevede značená stezka a přístup je tak možný lesem:
- odbočením z značky (která vrch traverzuje z východu)
  - z Makovského průsmyku ( silnice II / 487 )
  - ze sedla Bumbálka ( silnice I / 10 ) přes rázc. Trojačka [2]